# Antoine Duijkers
Antoine Duijkers (1987) is een Nederlandse drummer en percussionist.
Duikers studeerde aan de Hogeschool voor de Kunsten Arnhem jazz- en drum, bij René Creemers, Joop van Erven en Joost van Schaik (Bachelor, 2010). Hij speelde in verschillende muzikale projecten in de jazz, latin en geïmproviseerde muziek alsook in interdisciplinaire projecten met dans, theater en beeldende kunst.
Van 2013 tot 2015 volgde hij een Master-studie aan de Hochschule für Musik und Tanz Köln, bij Michael Küttner, Rainer Polak, Dieter Manderscheid en Frank Gratkowski. Hij ondernam studiereizen naar Ghana en Senegal, waar hij les kreeg van Mustapha Tettey Addy (in kpanlogo) en van Doudou N’Diaye Rose (in sabar). Hij toerde met de ethno-band Bush Taxi. Tegenwoordig heeft hij een duo met Filippa Gojo, speelt hij in het Torque Trio en in de groep Jen Brown van Jenny Braunschweig.

## Discografie (selectie)
- Torque Forward (Neuklang 2011, met Koen Schalkwijk, Mathias Polligkeit)
- Torque Osmosis (Neuklang 2013)
- Morgana Moreno/Marcelo Rosário Miscellaneous (Angelmusic 2016, met Florian Herzog, Falk Schrauwen, Tim Dudek)
- phase::vier Balkongeflüster (Klaeng Records 2017, met Zuzana Leharova, Svenja Doeinck, Elisabeth Coudoux, Filippa Gojo)